# Shodan
Shodan és un motor de cerca que permet a l'usuari trobar, gràcies a l'especificació per filtres, diferents tipus d'equips (routers, servidors, etc.) connectats a Internet. Alguns també l'han descrit com un cercador de bàners de serveis, que són metadades que el servidor envia de tornada al client. Aquesta informació pot ser sobre el programari de servidor, quines opcions admet el servei, un missatge de benvinguda o qualsevol altra cosa que el client pugui saber abans d'interactuar amb el servidor.
Shodan recull dades sobretot dels servidors web (HTTP port 80, 8080, HTTPS 443 8443), però també hi ha algunes dades de FTP (port 21), SSH (port 22) Telnet (port 23), SNMP (port 161), SIP (port 5060) i Protocol de flux de dades en temps real (RTSP, port 554). Aquest últim protocol permet accedir a càmeres web i al seus canals de vídeo de manera que és considerat per molts, el cercador web més perillós del món.
Va ser llançat l'any 2009 pel programador John Matherly, qui, el 2003, va concebre la idea de buscar dispositius vinculats a Internet. El nom Shodan és una referència a SHODAN, un personatge de la sèrie de videojocs System Xoc.